# 博热沃
博热沃（法語：Bogève，法語發音：[bɔʒɛv]）是法国上萨瓦省的一个市镇，位于该省北部偏东，属于博讷维尔区。

## 地理
博热沃（46°11'33"N, 6°25'47"E）面积7 平方千米，位于法国奥弗涅-罗讷-阿尔卑斯大区上萨瓦省，该省份为法国东部省份，历史上为薩伏依的一部分，北与瑞士接壤，西接安省，南至萨瓦省，东与瑞士和意大利接壤。
与博热沃接壤的市镇（或旧市镇、城区）包括：博埃日、奥尼永、圣安德烈德博埃日、圣茹瓦尔、维拉尔、维于昂萨拉。
博热沃的时区为UTC+01:00、UTC+02:00（夏令时）。

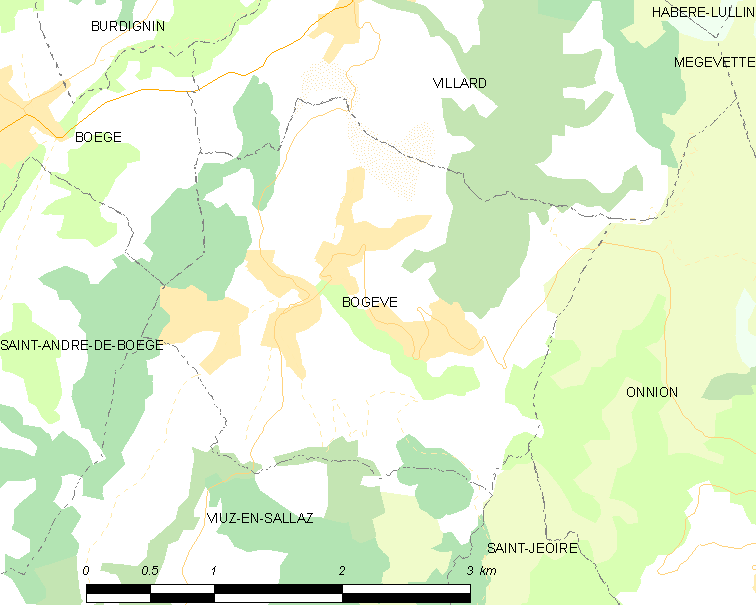
博热沃的OSM定位图

## 行政
博热沃的邮政编码为74250，INSEE市镇编码为74038。

## 政治
博热沃所属的省级选区为锡耶县。

## 交通
上萨瓦省省道D12线和D190线经过博热沃境内。

## 人口

1962-2008年间博热沃人口变化图示

博热沃于2022年1月1日时的人口数量为1160人。